# Meljac
För andra betydelser, se Meljac (olika betydelser).
Meljac är en kommun i departementet Aveyron i regionen Occitanien i södra Frankrike. Kommunen ligger  i kantonen Naucelle som ligger i arrondissementet Rodez. År 2022 hade Meljac 135 invånare.

## Befolkningsutveckling
Antalet invånare i kommunen Meljac
Referens: INSEE